# Louna Espinosa
Pour les articles homonymes, voir Espinosa.
 (août 2018).
Si vous disposez d'ouvrages ou d'articles de référence ou si vous connaissez des sites web de qualité traitant du thème abordé ici, merci de compléter l'article en donnant les références utiles à sa vérifiabilité et en les liant à la section « Notes et références ».
Louna Espinosa est une actrice française, née le 10 décembre 1999 à Vitry-sur-Seine (Val-de-Marne). Elle est notamment connue pour avoir joué dans la série Les Bracelets rouges diffusée sur TF1.

## Biographie
Louna Espinosa commence à tourner ses premières scènes au cinéma à l'âge de 16 ans, en parallèle de ses études littéraires à l'Université de La Réunion. En 2017, elle joue le rôle de Chloé Danceny dans le téléfilm Le Prix de la vérité aux côtés de Mimie Mathy et Mathieu Delarive.
En 2018, elle interprète Roxane, une adolescente atteinte d'anorexie, dans la série Les Bracelets rouges réalisée par Nicolas Cuche, rôle qu'elle reprend pour la deuxième et la troisième saison. Elle tourne également aux côtés d'Helena Noguerra et de Bruno Wolkowitch dans la série Au-delà des apparences tirée de la série québécoise Apparences.

## Filmographie
Sauf indication contraire, les informations mentionnées dans cette section peuvent être confirmées par les bases de données cinématographiques IMDb et Allociné,  présentes dans la section « Liens externes ».

### Télévision
- 2016 : La Loi de Pauline de Philippe Venault[2]
- 2017 : Le Prix de la vérité d'Emmanuel Rigaut : Chloé Danceny
- 2018 : Camping Paradis, épisode La Copine de mon pote (1re et 2e parties) réalisé par Stephan Kopecky : Gwen
- 2018-2020 : Les Bracelets rouges de Nicolas Cuche : Roxane
- 2019 : Balthazar, épisode Marche funèbre réalisé par Vincent Jamain : Margot Carron
- 2019 : Au-delà des apparences, mini-série réalisée par Éric Woreth
- 2022 : Maman, ne me laisse pas m'endormir de Sylvie Testud : Yasmine

### Cinéma
- 2018 : Dunk (court métrage) de Sophie Martin : Laure
- 2020 : Des feux dans la nuit de Dominique Lienhard : Selma
- 2022 : Rumba la vie de Franck Dubosc : Maria Rodriguez
- 2022 : Canailles de Christophe Offenstein : Lola
- 2024 : Maison de retraite 2 de Claude Zidi Jr. : Clémence Masson